# Drongen

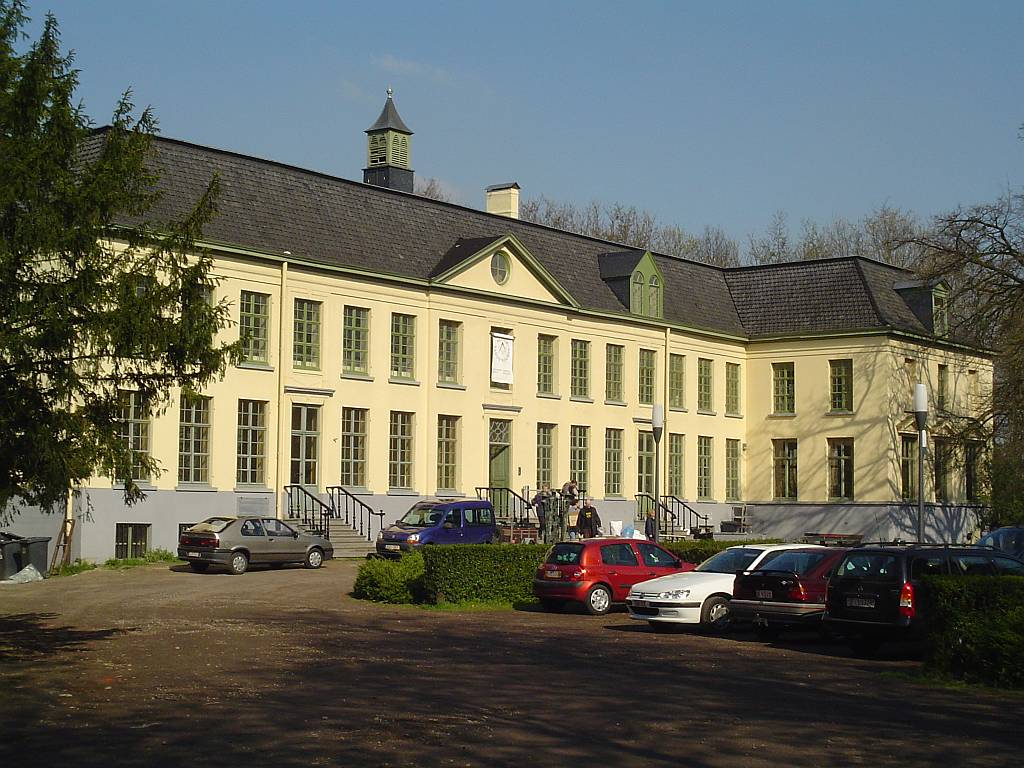
Kasteel De Campagne, localizado em Drongen.

Drongen é um submunicípio da cidade de Gante, localizado na província belga de Flandres Oriental, dividido em três áreas: Drongen, Luchteren e Baarle.
Este submunicípio é conhecido por seu monastério medieval, fundado no século VII, destruído pelos normandos e reconstruído mais tarde.
Até dezembro de 2007, Drongen tinha uma população de 12.218 habitantes.[carece de fontes?]